# 庫氏巨蜥
庫氏巨蜥(學名:Varanus cumingi)，又稱金頭澤巨蜥。該物種原被認為是澤巨蜥的亞種，後證實為獨立物種。

## 生態
庫氏巨蜥棲息於菲律賓民答那峨島與鄰近小島的森林、雨林、紅樹林與河岸濕地，以鳥類、小型哺乳類、水生動物、卵及腐肉為食。